# 8929 Haginoshinji
8929 Haginoshinji eller 1996 YQ2 är en asteroid i huvudbältet som upptäcktes den 29 december 1996 av den japanska astronomen Takao Kobayashi vid Ōizumi-observatoriet. Den är uppkallad efter Shinji Hagino.
Asteroiden har en diameter på ungefär 3 kilometer.